# 阿根廷象龜
阿根廷象龜又名查科象龜（學名：Chelonoidis chilensis）是陸龜科的一種龜。儘管有些學名指向智利，但這種龜只發現在阿根廷。 阿根廷象龜下沒有任何亞種。